# والمی
والمی (به فرانسوی: Valmy) یک کامین در فرانسه است که در Canton of Sainte-Menehould واقع شده‌است.

## خصوصیات
والمی ۲۴٫۲۸ کیلومترمربع مساحت و ۲۸۴ نفر جمعیت دارد و ۱۶۴ متر بالاتر از سطح دریا واقع شده‌است.